# Timberland (Royaume-Uni)
Pour les articles homonymes, voir Timberland.
Timberland est une paroisse civile et un village du Lincolnshire, en Angleterre.